# Pseudophaloe cotta
Pseudophaloe cotta är en fjärilsart som beskrevs av Druce 1897. Pseudophaloe cotta ingår i släktet Pseudophaloe och familjen björnspinnare. Inga underarter finns listade.